# GNOME Foundation
A GNOME Foundation é uma organização sem fins lucrativos com sede em Orinda, Califórnia, Estados Unidos, que coordena os esforços no projeto GNOME.

## Conselho Administrativo
A Diretoria da Fundação é eleita todos os anos por meio de eleições realizadas pelo Comitê Eleitoral da Fundação GNOME. Em 2016/2017, os membros do Conselho são: Alexandre Franke, Allan Day, Cosimo Cecchi, Jim Hall, Meg Ford, Nuritzi Sanchez e Shaun McCance. 

### Ex-membros notáveis da diretoria
- Behdad Esfahbod (2007-2010)
- Nat Friedman (2001–2003)
- Jim Gettys (2000–2002)
- Miguel de Icaza (2000–2002)
- Raph Levien (2000–2001)
- Michael Meeks (2001)
- Federico Mena Quintero (2000–2001, 2004–2005)
- Havoc Pennington (2000–2001)
- Stormy Peters (2011-2012)
- Karen Sandler (2014-2016)
- Jim Hall (2016-2017)
- Luis Villa (2002–2006, 2008–2009)
- Jeff Waugh (2003-2004, 2006-2008)

## Filiação
Todos os colaboradores do GNOME podem se inscrever para se tornarem membros da Fundação. Todos os membros são elegíveis para concorrer ao Conselho de Administração, votar nas eleições do Conselho e sugerir referendo para votação.

## Conselho Consultivo
Conselho Consultivo da Fundação é um corpo de organizações e empresas que desejam se comunicar e trabalhar em estreita colaboração com o Conselho de Diretores e o projeto GNOME. As organizações podem ingressar no conselho consultivo por uma taxa anual entre US$ 11 500 e US$ 23 000, ou ser convidadas como uma organização sem fins lucrativos.
Em 2021, o Conselho Consultivo era formado pelos seguintes membros:
- Canonical Ltd.
- Debian
- Endless Computer
- Google
- Red Hat
- Sugar Labs
- SUSE
- The Document Foundation
- System76

## GNOME Patent Troll Defense Fund
Em setembro de 2019, a Rothschild Patent Imaging (RPI) entrou com um processo contra a GNOME Foundation alegando que Shotwell infringiu sua patente porque "[Shotwell] importa e filtra imagens fotográficas de câmeras, permitindo aos usuários organizar as fotos e compartilhá-las nas redes sociais". A GNOME Foundation chamou as alegações de infundadas e iniciou uma defesa com o objetivo não apenas de defender o Shotwell, mas de invalidar as patentes em questão por completo. Para financiar a defesa, o GNOME lançou o GNOME Patent Troll Defense Fund. Em 23 de outubro de 2019, a Debian Foundation declarou publicamente seu apoio à GNOME Foundation e pediu aos usuários que doassem para o fundo. Em outubro de 2019, a Open Innovation Network anunciou que seus advogados ajudariam a ajudar a Fundação GNOME no processo de descoberta para encontrar a técnica anterior para invalidar as reivindicações de patente. O fundo GNOME Patent Troll Defense recebeu o apoio de mais de 4.000 contribuintes e ultrapassou a meta original de US $ 125.000. 
Em 20 de maio de 2020, a GNOME Foundation anunciou a resolução do caso de patente. Os lados concordaram com as seguintes condições: 
- GNOME recebeu uma liberação e um pacto para não ser processado por qualquer patente detida por Rothschild Patent Imaging
- Tanto a Rothschild Patent Imaging quanto a Leigh Rothschild concedem uma liberação e um pacto de parte material das alegações de violação de qualquer software lançado sob uma licença aprovada da Open Source Initiative e versões subsequentes dela, incluindo para todo o portfólio de patentes do Rothschild

Assim, Rothschild Patent Imaging e Leigh Rothschild mantêm sua patente original, mas a GNOME Foundation e qualquer projeto lançado sob licença aprovada pelo OSI está imune a quaisquer reivindicações de patentes futuras feitas por Rothschild Patent Imaging e Leigh Rothschild.

## Objetivo
A Fundação GNOME trabalha para promover o objetivo do projeto GNOME: criar uma plataforma de computação para uso do público em geral que é composta inteiramente de software livre. Foi fundada em 15 de agosto de 2000 pela Compaq, Eazel, Helix Code, IBM, Red Hat, Sun Microsystems e VA Linux Systems. 
Para atingir esse objetivo, a Fundação coordena os lançamentos do GNOME e determina quais projetos fazem parte do GNOME. A Fundação atua como uma voz oficial para o projeto GNOME, fornecendo um meio de comunicação com a imprensa e com organizações comerciais e não comerciais interessadas no software GNOME. A fundação produz materiais educacionais e documentação para ajudar o público a aprender sobre o software GNOME. Além disso, patrocina conferências técnicas relacionadas ao GNOME, como GUADEC, GNOME. Ásia e Boston Summit, representa o GNOME em conferências relevantes patrocinadas por terceiros, ajuda ar padrões técnicos para o projeto e promove o uso e desenvolvimento do software GNOME. A GNOME Foundation trabalha para promover o projeto GNOME: com objetivo de criar uma plataforma de computação para o público em geral que é completamente em software livre. Para alcançar este objetivo, a Fundação coordena lançamentos do GNOME e determina quais projetos são parte do GNOME. A Fundação atua como uma voz oficial do projeto GNOME, proporcionando um meio de comunicação com a imprensa e com organizações comerciais e não comerciais interessadas no software GNOME. A fundação produz material educacional e documentação de ajudar, informação pública sobre o GNOME. Além disso, é responsável pela GNOME-related sobre conferências técnicas, tais como GUADEC e Boston Summit, representam GNOME em conferências realizadas por outros, ajudam a criar normas técnicas para o projeto, e promover o uso e desenvolvimento do software GNOME. [carece de fontes?]